# Алас
Алас је рибар на реци. Алас је занат, тј. постоје људи који своју егзистенцију обезбеђују риболовом на реци.
Један од најпознатијих аласа у Србији је био познати математичар Михаило Петровић Алас.